# Перша людина (фільм, 2018)
«Перша людина» (англ. First Man) — американська біографічна драма 2018 року режисера Дем'єна Шазеля, заснована на книзі Джеймса Р. Генсена «Перша людина: Життя Ніла Армстронга».
Світова прем'єра стрічки відбулася 29 серпня 2018 року, вона відкрила 75-й Венеційський міжнародний кінофестиваль. Прем'єра стрічки у США відбулася 12 жовтня 2018 року, в Україні — 18 жовтня.

## Сюжет
1961 рік. Пілот-випробувач НАСА Ніл Армстронг керує ракетним літаком X-15 та ненавмисно виходить за межі атмосфери. Хоча йому й вдається приземлити літак у пустелі Мохаве, колеги Армстронга занепокоєні кількістю аварій, спричинених відволіканням, а начальство заборонило йому здійснювати подальші вильоти. Його 2,5-річна дочка Карен лікується від пухлини мозку. Намагаючись її врятувати, Ніл веде детальний журнал її симптомів і гарячково намагається знайти можливе лікування, проте невдовзі вона помирає. Охоплений горем, Армстронг подає заявку на участь в проєкті «Джеміні», його беруть до Другої групи космонавтів НАСА. Ніл, його дружина Джанет та їхній син Рік переїздять до Х'юстона разом з іншими родинами космонавтів. Армстронг подружився з Еліотом Сі, іншим цивільним пілотом-випробувачем, та з Едом Вайтом.
Коли Армстронг починає тренування, Дональд Слейтон розповідає про важливість програми Джеміні новим космонавтам, бо Радянський Союз у космічних перегонах випереджає Сполучені Штати. У Ніла та Джанет народжується другий син, Марк.
До 1965 року родина осідає у Х'юстоні, Армстронг очікує на призначення до екіпажу. Після здійснення СРСР першого в історії виходу у відкритий космос (18 березня 1965 року), Ніл дізнається, що він очолить політ на «Джеміні-8», разом з другим пілотом Девідом Скоттом. Незадовго до польоту (28 лютого 1965 року), Сі та Чарлз Бассетт гинуть унаслідок аварії літака Т-38, збільшуючи Нілове горе недавніх втрат. 16 березня Армстронг і Скотт успішно злітають на «Джеміні-8» і стикуються з мішенню Аджена, проте незабаром космічний корабель почав обертатися на шаленій швидкості. На межі знепритомнення Армстронг активує малотягові ракетні рушії реактивної системи керування та успішно закінчує завдання. Армстронга починають критикувати за вчинене, але НАСА вирішує, що пілоти не винні у невдачі.
Згодом Вайт повідомляє, що його обрано до складу екіпажу «Аполлон-1», разом із Вірджилом Гріссом і Роджером Чаффі. Під час тренування 27 січня 1967 року весь екіпаж «Аполлона-1» гине у пожежі.
Наступного року, після того як Армстронг ледь не загинув після виштовхування з літального апарата для відпрацювання місячних посадок, його обирають командиром «Аполлона-11», а Слейтон інформує, що це, можливо, буде перша висадка на Місяці. Що ближче до початку місії, то більше зайнятим і емоційно віддаленим від своєї родини стає Ніл. Перед самим польотом Джанет сперечається з чоловіком щодо імовірності його смерті у польоті й наполягає пояснити ризики їхнім малим синам. Після розповіді про ризики, з якими він зіткнеться, Армстронг прощається зі своєю родиною та відлітає.
«Аполлон-11» успішно летить і приземляється на Місяць на 4-й день польоту (20 липня 1969 року). Армстронг і Олдрін відстиковують Місячний модуль та починають приземлення, але під час зниження до місця посадки Олдрін бачить, що зона вкрита великими брилами, тому Армстронг змушений взяти ручне управління літальним апаратом. Місячний модуль успішно приземляється із залишком мінімальної кількості палива. Ступивши на Місяць, Армстронг відпускає браслет Карен у кратер Літл Вест. Після закінчення завдання космонавти повертаються додому та поміщаються у карантин, телебачення повторює промову Джона Кеннеді 1962 року «Ми вирішили полетіти на Місяць», а Ніл з дружиною торкаються руками крізь скло.

## У ролях
- Раян Ґослінґ — Ніл Армстронг
- Клер Фой — Дженет Шерон, перша дружина Армстронга
- Кайл Чендлер — Дональд Слейтон
- Джейсон Кларк — Вірджил Ґріссом
- Корі Столл — Базз Олдрін
- Кіаран Гайндс — Роберт Роу Гілрут
- Шей Віґем — Едвард Гіґґінс Вайт
- Лукас Хаас[en] — Майкл Коллінз
- Крістофер Ебботт — Девід Скотт
- Ітан Ембрі — Чарлз Піт Конрад
- Корі Майкл Сміт — Роджер Чаффі
- Дж. Д. Евермор — Кріс Крафт

## Виробництво
2003 Клінт Іствуд і Warner Bros. купили права на адаптацію біографії Ніла Армстронга «Перша людина: Життя Ніла Армстронга» (англ. First Man: The Life of Neil A. Armstrong), написаної Джеймсом Р. Хансеном. Пізніше права викупила компанія Universal Pictures, яка планувала зняти фільм «Перша людина» (англ. First Man).
24 листопада 2015 року було оголошено, що Раян Гослінг обраний на головну роль, а Демієн Шазелл обраний режисером фільму. У березні 2017 року було оголошено дату випуску фільму у США — 12 жовтня 2018 року.
Основні зйомки почалися в Атланті, Джорджія (США) наприкінці жовтня 2017 і завершилися в лютому 2018 року.

## Сприйняття

### Касові збори
Касові збори «Першої людини» станом на 10 грудня 2018 року у Сполучених Штатах і Канаді склали 44 781 145 доларів, на інших територіях — 55 700 000 доларів, загалом у світі — 100 481 145 доларів. Виробничий бюджет фільму склав 59 млн дол.

### Критика
Фільм отримав схвальні відгуки від критиків. На агрегаторі рецензій Rotten Tomatoes фільм має рейтинг 88 % (на основі 368 відгуків) і середню оцінку 8,1/10. На Metacritic стрічка має середній бал 84 зі 100 (на основі 56 рецензій), що вважається загальним визнанням.

### Дискусійність американського прапора
31 серпня 2018 року з'ясувалося, що фільм не міститиме сцену, де Армстронг і Олдрін встановлюють прапор Сполучених Штатів Америки на поверхні Місяця. Сенатор Флориди Марко Рубіо описав відсутність цієї сцени як «повне божевілля». Шазелл на це твердження відповів:
Я показую американський прапор, що стоїть на поверхні Місяця, але саме фізичне встановлення прапору на поверхню було одним з кількох моментів, […] на які я вирішив не звертати уваги. Якщо питати, чи було це політично вмотивовано, то відповідь ні. Я хотів показати глядачам небачені, невідомі аспекти американського польоту на Місяць.
Тодішній Президент Сполучених Штатів Дональд Трамп відгукнувся про фільм:
Схоже на те, що вони були збентежені досягненням Америки, я вважаю таку реакцію жахливою. Коли ви думаєте про Ніла Армстронга і коли ви думаєте про приземлення на Місяць, ви думаєте про американський прапор. Лише через це я не хотітиму переглянути цей фільм.

### Нагороди та номінації
| Список нагород та номінацій                 | Список нагород та номінацій | Список нагород та номінацій            | Список нагород та номінацій                                                    | Список нагород та номінацій | Список нагород та номінацій |
| Кінофестиваль/Кінопремія                    | Рік                         | Категорія                              | Номінант(и)                                                                    | Результат                   | Дж                          |
| ------------------------------------------- | --------------------------- | -------------------------------------- | ------------------------------------------------------------------------------ | --------------------------- | --------------------------- |
| 75-й Венеційський міжнародний кінофестиваль | 2018                        | Золотий лев                            | Перша людина                                                                   | Номінація                   |                             |
| Міжнародний кінофестиваль у Торонто         | 2018                        | Приз «Народний вибір»                  | Перша людина                                                                   | Номінація                   |                             |
| Премія «Золотий глобус»                     | 06.01.2019                  | Найкраща жіноча роль другого плану     | Клер Фой                                                                       | Номінація                   |                             |
| Премія «Золотий глобус»                     | 06.01.2019                  | Найкраща музика до фільму              | Джастін Гурвіц                                                                 | Перемога                    |                             |
| Кінопремія «Вибір критиків»                 | 13.01.2019                  | Найкраща жіноча роль другого плану     | Клер Фой                                                                       | Номінація                   |                             |
| Кінопремія «Вибір критиків»                 | 13.01.2019                  | Найкращий монтаж                       | Том Кросс                                                                      | Перемога                    |                             |
| Кінопремія «Вибір критиків»                 | 13.01.2019                  | Найкращий оригінальний саундтрек       | Джастін Гурвіц                                                                 | Перемога                    |                             |
| Премія БАФТА                                | 10.02.2019                  | Найкраща жіноча роль другого плану     | Клер Фой                                                                       | Номінація                   |                             |
| Премія БАФТА                                | 10.02.2019                  | Найкращий адаптований сценарій         | Джош Сінгер                                                                    | Номінація                   |                             |
| Премія БАФТА                                | 10.02.2019                  | Найкраща операторська робота           | Лінус Сандгрен                                                                 | Номінація                   |                             |
| Премія БАФТА                                | 10.02.2019                  | Найкращий звук                         | Мері Г. Елліс, Мілдред Ятро Морган, Ай-Лін Лі, Френк А. Монтаньйо, Джон Тейлор | Номінація                   |                             |
| Премія БАФТА                                | 10.02.2019                  | Найкраща робота художника-постановника | Нейтан Краулі, Кеті Лукас                                                      | Номінація                   |                             |
| Премія БАФТА                                | 10.02.2019                  | Найкращі візуальні ефекти              | Ієн Гантер, Пол Ламберт, Тристан Майлз, Джей Ді Швалм                          | Номінація                   |                             |
| Премія БАФТА                                | 10.02.2019                  | Найкращий монтаж                       | Том Кросс                                                                      | Номінація                   |                             |
| Премія «Оскар»                              | 24.02.2019                  | Найкращий звук                         | Джон Тейлор, Френк А. Монтаньйо, Ай-Лінг Лі та Мері Г. Елліс                   | Номінація                   | [ 15 ]                      |
| Премія «Оскар»                              | 24.02.2019                  | Найкраща робота художника-постановника | Нейтан Краулі (постановник), Кеті Лукас (декоратор)                            | Номінація                   | [ 15 ]                      |
| Премія «Оскар»                              | 24.02.2019                  | Найкращий звуковий монтаж              | Джон Воргерст та Ніна Гартстоун                                                | Номінація                   | [ 15 ]                      |
| Премія «Оскар»                              | 24.02.2019                  | Найкращі візуальні ефекти              | Пол Ламберт, Ієн Гантер, Тристан Майлз та Джей Ді Швалм                        | Перемога                    | [ 15 ]                      |